# Therese Koppel
Therese Koppel (født 4. august 1936, død	24. marts 2015) var en dansk klassisk pianist og klaverpædagog
.